# Sistema de tiempo
El tiempo es una magnitud física creada para medir el intervalo en el que suceden una serie ordenada de acontecimientos. El sistema de tiempo comúnmente utilizado es el calendario gregoriano y se emplea en ambos sistemas, el Sistema Internacional y el Sistema Anglosajón de Unidades.

## Sistema Internacional de Unidades

### Agrupaciones mínimas
- El segundo es la unidad de tiempo en el Sistema Internacional de Unidades, el Sistema Cegesimal de Unidades y el Sistema Técnico de Unidades. Un minuto equivale a 60 segundos y una hora equivale a 3600 segundos. Hasta 1967 se definía como la ochentayseismilcuatrocientosava parte (1/86 400) de la duración que tuvo el día solar medio entre los años 1750 y 1890 y, a partir de esa fecha, su medición se hace tomando como base el tiempo atómico.

Según la definición del Sistema Internacional de Unidades, un segundo es igual a 9 192 631 770 períodos de radiación correspondiente a la transición entre los dos niveles hiperfinos del estado fundamental del isótopo 133 del átomo de cesio (¹³³Cs), medidos a 0 K. Esto tiene por consecuencia que se produzcan desfases entre el segundo como unidad de tiempo astronómico y el segundo medido a partir del tiempo atómico, más estable que la rotación de la Tierra, lo que obliga a ajustes destinados a mantener concordancia entre el tiempo atómico y el tiempo solar medio.

#### Unidades menores al segundo
- El decisegundo es la unidad de tiempo que equivale a la décima de un segundo. Se abrevia ds (1 ds = 0,1 s = 1 × 10-1 s). Los cronómetros comunes pueden medir los decisegundos.

- El centisegundo es la unidad de tiempo que equivale a una centésima de segundo. Se abrevia cs (1 cs= 0,01 o 1×10-2 s). Los cronómetros comunes pueden medir los centisegundos transcurridos.

- El milisegundo es la unidad de tiempo que corresponde a la milésima fracción de un segundo. Se abrevia ms (1 ms = 0,001 o 1 × 10-3 s).

- El microsegundo es la unidad de tiempo que equivale a la millonésima parte de un segundo. Se abrevia μs (1 μs= 0,000001 o 1 x 10-6 s).

- El nanosegundo (del latín nanus, enano), es la unidad de tiempo que equivale a la milmillonésima parte de un segundo. Este tiempo tan corto no se usa en la vida diaria, pero es de interés en ciertas áreas de la física, la química y en la electrónica. Así, un nanosegundo es la duración de un ciclo de reloj de un microprocesador de 1 GHz, y es también el tiempo que tarda la luz en recorrer aproximadamente 30 cm. Se abrevia ns (1 ns= 1 x 10-9 s).

- El picosegundo (del español pico, y este del celtolatino beccus, pequeña cantidad excedente), es la unidad de tiempo que equivale a la billonésima parte de un segundo, y se abrevia ps. 1 ps = 1 × 10–12 s.

- El femtosegundo (del noruego y danés femten, quince), es la unidad de tiempo que equivale a la milbillonésima parte de un segundo. Esta fracción de tiempo fue la más pequeña medida hasta el 2004. Se abrevia fs. 1 fs = 1 × 10–15 s.

- El attosegundo (del noruego y danés atten, dieciocho), es una unidad de tiempo equivalente a la trillonésima parte de un segundo y se abrevia as. 1 as = 1 × 10–18 s.

- El zeptosegundo (del latín septem, por la séptima potencia de 103), es una unidad de tiempo equivalente a la miltrillónésima parte de un segundo y se abrevia zs. 1 zs = 1 × 10–21 s.

- El yoctosegundo (del latín octo, por la octava potencia de 103), es la unidad de tiempo equivalente a la cuatrillonésima parte de un segundo y se abrevia ys. 1 ys = 1 × 10–24 s.

- El rontosegundo es una nueva unidad de tiempo equivalente a la milcuatrillonésima parte de un segundo y se abrevia rs. 1 rs = 1 × 10-27 s.

- El quectosegundo es otra nueva unidad de tiempo equivalente a la quintillonésima parte de un segundo y se abrevia qs. 1 qs = 1 × 10-30 s.

#### Unidades mayores al segundo
- El minuto es una unidad de tiempo que equivale a la sexagésima parte de una hora. También se comprende de 60 segundos. Simbolizado es min (1 min= 60 s).

- La hora es una unidad de tiempo que se corresponde con la vigésimo cuarta parte de un día solar. Es utilizada en el tiempo civil equivalente a 60 minutos. Dado que desde 1967 el segundo se ha medido a partir de propiedades atómicas muy precisas, es para mantener los estándares de tiempo cercanos al día solar promedio.

- El día es una unidad de tiempo que tiene una duración de 24 horas (aprox.). 365 (aprox.) de ellos equivalen a un año (aprox.).

### Agrupación de días
- La semana o hebdómada es la agrupación de siete días.

- El octavario es la agrupación de ocho días.

- El novenario o la novena es la agrupación de nueve días.

- La decena es la agrupación de diez días.

- La oncena es la agrupación de once días.

- La docena es la agrupación de doce días.

- La quincena es la agrupación de quince días (aprox.).

- La veintena es la agrupación de veinte días.

- La treintena es la agrupación de treinta días.

- La cuarentena es la agrupación de cuarenta días (término aplicado también para meses y años)

### Agrupación de meses
- El bimestre es la agrupación de 2 meses.

- El trimestre es la agrupación de 3 meses.
- El cuatrimestre o tetramestre es la agrupación de 4 meses.
- El semestre es la agrupación de 6 meses.

### Agrupación de años
- El bienio es un período equivalente a 2 años.

- El trienio es un período equivalente a 3 años.

- El cuatrienio o cuadrienio es un período equivalente a 4 años.

- El lustro o quinquenio es un período equivalente a 5 años.

- El sexenio es un período equivalente a 6 años.

- El septenio es un período equivalente a 7 años.

- El octenio u ochenio es un período equivalente a 8 años.

- El novenio es un período equivalente a 9 años.

- El decenio o la década es un período equivalente a 10 años.

- El oncenio es un período equivalente a 11 años.

- El docenio es un período equivalente a 12 años.

- El quindenio es el período equivalente a 15 años.

- El dicenio es el período equivalente a 20 años.

- El decalustro es el período equivalente a 50 años.

- El dodecalustro es el período equivalente a 60 años (dodeca (12) + lustro).

- El siglo o centuria es un período equivalente a 100 años.

- La edad es el período equivalente a varios siglos (sin cantidad fija).

- El milenio es un periodo equivalente a 1000 años.

- El Ma o mega-año  es un periodo equivalente a un millón de años.

### Agrupaciones de la periodización
- Unidades geocronológicas: la edad, la época, el período, la era, el eón y el supereón son tipos de periodización usados para dividir la historia geológica de la Tierra. Su duración es variable, aunque todas las categorías por encima de la edad abarcan millones de años.

- El evo: es un término (generalmente poético) que indica cantidad de tiempo sin límite, mucho tiempo o eternamente. Parecido a edad.

## Sistema de tiempo gregoriano
| 1 milenio              | 10 siglos   | 100 décadas   | 1000 años       |
| 1 siglo                | 10 décadas  | 100 años      | 1200 meses      |
| 1 década, decenio      | 10 años     | 120 meses     | 520 semanas     |
| 1 lustro, quinquenio   | 5 años      | 60 meses      | 260 semanas     |
| 1 año gregoriano       | 12 meses    | 52 semanas    | 365,2425 días * |
| 1 mes calendarizado    | 4 semanas   | 28 a 31 días  | 672 a 744 horas |
| 1 semana calendarizada | 7 días      | 168 horas     | 10080 minutos   |
| 1 día solar medio      | 24 horas    | 1440 minutos  | 86400 segundos  |
| 1 hora                 | 60 minutos  | 3600 segundos |                 |
| 1 minuto               | 60 segundos |               |                 |

* El calendario gregoriano computa 365 días solares medios y omite la fracción de 0,2425 días que restan para completar un año gregoriano. Para evitar desfases de tiempo, empleamos el año bisiesto.

## Unidades geológicas de tiempo
El tiempo geológico se divide y distribuye en intervalos irregulares correlativos de tiempo, caracterizados por acontecimientos importantes de la historia de la vida y la Tierra registrados en las rocas. Las divisiones y subdivisiones sucesivas se denominan: eones, eras, periodos, épocas, edades y crones. De esta manera los eones se dividen en eras, las eras en periodos, los periodos en épocas y así sucesivamente.
Las siguientes líneas de tiempo muestran la escala del tiempo geológico: la 1.ª muestra el tiempo completo desde la formación de la Tierra hasta el presente; la 2.ª muestra una vista ampliada del eón más reciente; la 3.ª la era más reciente; la 4.ª el período más reciente; y la 5.ª la época más reciente. Los colores son los estándares para representar las rocas según su edad de formación en los mapas geológicos internacionales.